# DiDi Richards
Deauzya Richards, detta DiDi (Cypress, 8 febbraio 1999), è una cestista statunitense, professionista nella WNBA.

## Carriera
È stata selezionata dalle New York Liberty al Draft WNBA 2021 con la 17ª scelta assoluta. Per la stagione 2025-2026 è stata ingaggiata dalla Dinamo Women.

## Palmarès
- Campionessa NCAA (2019)
- Naismith Defensive Player of the Year (2020)
- WNBA All-Rookie First Team (2021)